# Ebrima Buaro
Ebrima Sorry Buaro (* 16. September 2000) ist ein gambischer Schwimmer.

## Karriere
Ebrima Buaro nahm an den Kurzbahnweltmeisterschaften 2018, Schwimmweltmeisterschaften 2019 und Afrikaspielen 2019 teil. 2021 belegte er bei den Olympischen Sommerspielen 2020 in Tokio im Wettkampf über 50 m Freistil den 66. Rang.